# Pomnik Czynu Chłopskiego w Warszawie
Pomnik Czynu Chłopskiego – pomnik ku czci działaczy ruchu ludowego, który znajdował się przy ulicy Grzybowskiej 4 w Warszawie. Odsłonięty 1968, zdemontowany w 2006 roku.

## Historia
Pomnik został odsłonięty 30 maja 1968 przed główną siedzibą Zjednoczonego Stronnictwa Ludowego (obecnie PSL).
W 2006 zarząd PSL sprzedał działkę przy ul. Grzybowskiej 4 spółce Dom Development jako miejsce pod planowany apartamentowiec. W umowie pominięto kwestię losu pomnika, który w nowej sytuacji przeszkadzał w realizacji planów budowlanych nabywcy.
W obronie pomnika bezskutecznie interweniował były minister kultury i polityk PSL Zdzisław Podkański, podczas obchodów Dnia Czynu Chłopskiego, apelując do władz państwowych i stołecznych, a o „haniebną” sprzedaż pomnika oskarżył kierownictwo partii. Rozbiórka pomnika była krytykowana przez prasę, warszawiaków, krytyków sztuki, działaczy ludowych oraz syna rzeźbiarza, Tomasza Sikorę. W efekcie nowy właściciel zobowiązał się do ponownego przekazania pomnika w ręce partii oraz do przetransportowania go na własny koszt, w nowe miejsce przeznaczenia. 
Zdemontowany w 2006 monument został przewieziony do oddziału Muzeum Historii Polskiego Ruchu Ludowego w Piasecznie koło Gniewu.

## Projekt i wymowa
Obelisk projektu Stanisława Sikory został wykonany z piaskowca. Pomnik w swej formie przypominał pogańskiego Świętowita. W górnej części rzeźbiarz umieścił cztery twarze należące do Bartosza Głowackiego, Michała Drzymały, partyzanta Batalionów Chłopskich oraz Wiciarki – sanitariuszki Zielonego Krzyża. Środkowa część pomnika ozdobiona była ceramicznym fryzem z kamionki przedstawiającym motyw tańca ludowego. Całość ma 770 cm wysokości. 